# Lucien Goldmann
Lucien Goldmann (Bucarest, Rumanía; 20 de julio de 1913 - París, Francia; 8 de octubre de 1970) fue un filósofo francés y sociólogo de origen judío-rumano. Como profesor de La Sorbona, fue un influyente teórico marxista.

## Biografía
Estudió en la Universidad de Bucarest y en la Universidad de Viena bajo el marxista Max Adler.
En 1934 fue a la Universidad de París para estudiar economía política, literatura y filosofía.
En noviembre de 1942 se trasladó a Suecia, donde estuvo en un campo de refugiados hasta 1943.
Tras la intervención de Jean Piaget, consiguió una beca para la Universidad de Zúrich, donde completó su estudio de filosofía en 1945 con la tesis titulada Mensch, Gemeinschaft und Welt in der Philosophie Immanuel Kants.

## Pensamiento
Mientras diversos parisinos de izquierdas defendían incondicionalmente la gnoseología marxista, en las décadas de 1950 y 60, Goldmann decía que el marxismo estaba en una severa crisis y tenía que renovarse radicalmente si quería sobrevivir. Rechazó la teoría tradicional marxista del proletariado y debatió con el movimiento estructuralista. De hecho, la popularidad de este último entre los intelectuales de la orilla izquierda del Sena fue lo que acabó eclipsando el nombre y el trabajo de Goldmann - a pesar de la alta estima en que lo tuvieron pensadores tan diversos como Jean Piaget y Alasdair MacIntyre, quienes tenían a Goldmann por «el marxista más fino e inteligente de la época».
Entre sus influencias destacaron el propio Piaget y Lukács. 
En 1968 Monte Ávila Editores publicó en Venezuela su libro La Ilustración y la sociedad actual, traducido por Julieta Fombona, la obra apareció primero en español que en francés.

## Literatura
Goldmann hace un análisis de la obra literaria en la unión entre el estructuralismo y el análisis marxista, yendo más allá de ambos. Una obra literaria es la expresión de una visión del mundo, que siempre es fruto de un grupo de individuos (y nunca de un solo individuo, porque estos solo tienen una conciencia relativa de esta visión del mundo). Solo ciertos miembros privilegiados del grupo tienen la facultad de dar una forma y una estructura coherente a la visión del mundo a través de su trabajo literario. La obra literaria es, por lo tanto, siempre la expresión de la cosmovisión de un sujeto transindividual . La personalidad del autor.

## Obra
- Le dieu caché; étude sur la visión tragique dans les Pensées de Pascal et dans le théâtre de Racine. París: Gallimard, 1955 (trad. inglesa: The hidden God; a study of tragic vision in the Pensees of Pascal and the tragedies of Racine. Trans. Philip Thody. Londres: Routledge, 1964)
- Recherches dialectiques. París: Gallimard, 1910
- Sciences humaines et philosophie. Suivi de structuralisme génétique et création littéraire. París: Gonthier, 1966.
- Pour une sociologie du roman. París: Gallimard, 1973.
- Commentario: Cohen, Mitchell. The Wager of Lucien Goldmann: Tragedy, Dialectics, and a Hidden God.